# 原裕士
原 裕士（はら ゆうじ）は日本のシンガーソングライター
都内を中心に活動している。
2013年2月渋谷QUATTRO、2014年3月には天下一音楽会にてZepp Tokyoのステージを経験している。
2016年1月20日に自身初のインディーズ1stシングル「なないろ」をリリース

## ディスコグラフィー
- 『なないろ』を2016年1月20日リリース。

1. なないろ、
2. 花の咲かない種、
3. 愛言葉、
4. 星屑オーケストラ

この4曲を通して誰もが抱えているであろう夢や目標の中で感じる不安を少しでも希望に変えられるようにという思いが込められている。
- 「My Color」